# Fontangy
Fontangy est une commune française située dans le département de la Côte-d'Or en région Bourgogne-Franche-Comté, dans le Morvan. Son ancien nom était Fontangis.

## Géographie

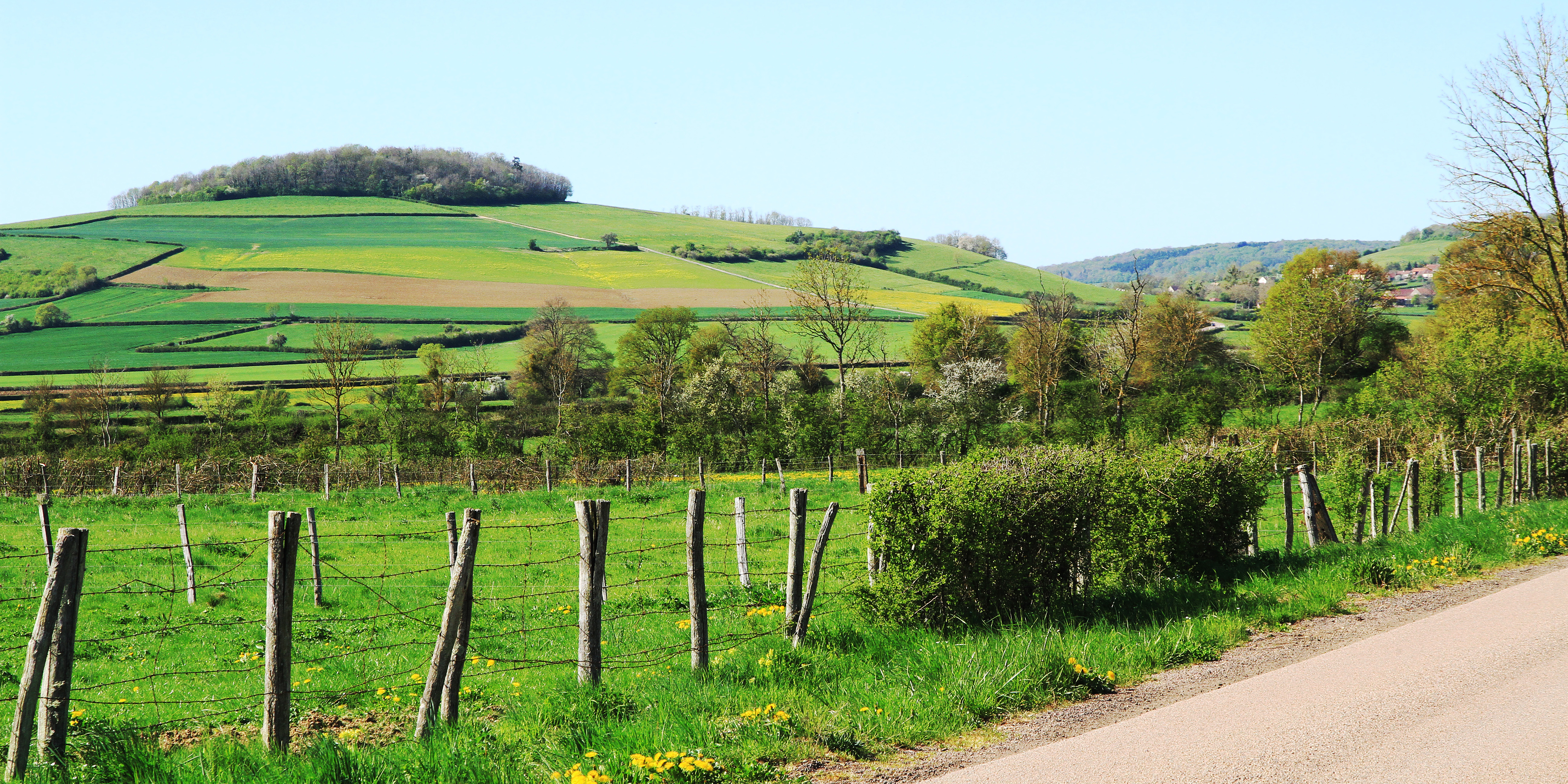
Le mont Rond et Fontangy (à droite).

### Hameaux, écarts, lieux-dits
Chazelle l'écho

Pluvier

### Climat
Pour des articles plus généraux, voir Climat de la Bourgogne-Franche-Comté et Climat de la Côte-d'Or.
En 2010, le climat de la commune est de type climat des marges montargnardes, selon une étude du Centre national de la recherche scientifique s'appuyant sur une série de données couvrant la période 1971-2000. En 2020, Météo-France publie une typologie des climats de la France métropolitaine dans laquelle la commune est exposée à un climat océanique altéré et est dans la région climatique  Lorraine, plateau de Langres, Morvan, caractérisée par un hiver rude (1,5 °C), des vents modérés et des brouillards fréquents en automne et hiver. 
Pour la période 1971-2000, la température annuelle moyenne est de 10,2 °C, avec une amplitude thermique annuelle de 16,6 °C. Le cumul annuel moyen de précipitations est de 865 mm, avec 12,2 jours de précipitations en janvier et 8 jours en juillet. Pour la période 1991-2020, la température moyenne annuelle observée sur la station météorologique de Météo-France la plus proche, « Semur En Auxois_sapc », sur la commune de Semur-en-Auxois à 16 km à vol d'oiseau, est de 11,2 °C et le cumul annuel moyen de précipitations est de 778,0 mm,. Pour l'avenir, les paramètres climatiques de la commune estimés pour 2050 selon différents scénarios d'émission de gaz à effet de serre sont consultables sur un site dédié publié par Météo-France en novembre 2022.

## Urbanisme

### Typologie
Au 1er janvier 2024, Fontangy est catégorisée commune rurale à habitat très dispersé, selon la nouvelle grille communale de densité à 7 niveaux définie par l'Insee en 2022.
Elle est située hors unité urbaine et hors attraction des villes,.

### Occupation des sols
L'occupation des sols de la commune, telle qu'elle ressort de la base de données européenne d’occupation biophysique des sols Corine Land Cover (CLC), est marquée par l'importance des territoires agricoles (89,4 % en 2018), en diminution par rapport à 1990 (90,7 %). La répartition détaillée en 2018 est la suivante : 
prairies (51,8 %), terres arables (31 %), forêts (9,5 %), zones agricoles hétérogènes (6,6 %), milieux à végétation arbustive et/ou herbacée (1,1 %). L'évolution de l’occupation des sols de la commune et de ses infrastructures peut être observée sur les différentes représentations cartographiques du territoire : la carte de Cassini (XVIIIe siècle), la carte d'état-major (1820-1866) et les cartes ou photos aériennes de l'IGN pour la période actuelle (1950 à aujourd'hui).

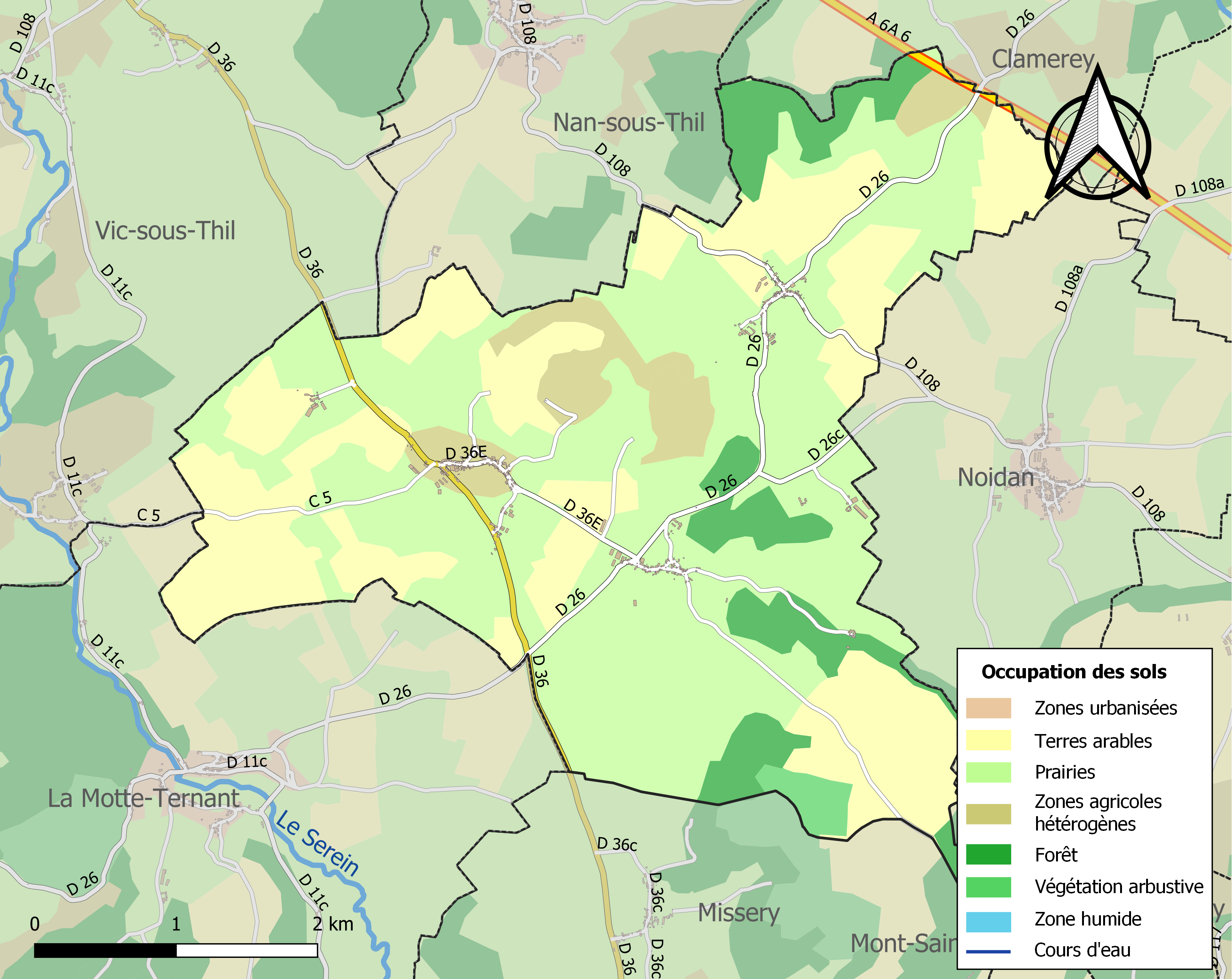
Carte des infrastructures et de l'occupation des sols de la commune en 2018 (CLC).

## Politique et administration
| Période                                  | Période   | Identité       | Étiquette | Qualité |
| ---------------------------------------- | --------- | -------------- | --------- | ------- |
| mars 2001                                | mars 2006 | Jean Son       |           |         |
| mars 2006                                | mars 2008 | Jean Baudouin  |           |         |
| mars 2008                                | En cours  | Corinne Delage | DVD       | Cadre   |
| Les données manquantes sont à compléter. |           |                |           |         |

## Démographie
L'évolution du nombre d'habitants est connue à travers les recensements de la population effectués dans la commune depuis 1793. Pour les communes de moins de 10 000 habitants, une enquête de recensement portant sur toute la population est réalisée tous les cinq ans, les populations de référence des années intermédiaires étant quant à elles estimées par interpolation ou extrapolation. Pour la commune, le premier recensement exhaustif entrant dans le cadre du nouveau dispositif a été réalisé en 2006.

En 2022, la commune comptait 157 habitants, en évolution de +9,79 % par rapport à 2016 (Côte-d'Or : +0,82 %, France hors Mayotte : +2,11 %).
| 1793 | 1800 | 1806 | 1821 | 1831 | 1836 | 1841 | 1846 | 1851 |
| ---- | ---- | ---- | ---- | ---- | ---- | ---- | ---- | ---- |
| 467  | 626  | 626  | 682  | 682  | 638  | 644  | 638  | 610  |

| 1856 | 1861 | 1866 | 1872 | 1876 | 1881 | 1886 | 1891 | 1896 |
| ---- | ---- | ---- | ---- | ---- | ---- | ---- | ---- | ---- |
| 581  | 557  | 541  | 544  | 512  | 465  | 462  | 445  | 444  |

| 1901 | 1906 | 1911 | 1921 | 1926 | 1931 | 1936 | 1946 | 1954 |
| ---- | ---- | ---- | ---- | ---- | ---- | ---- | ---- | ---- |
| 404  | 401  | 362  | 303  | 316  | 294  | 277  | 243  | 244  |

| 1962 | 1968 | 1975 | 1982 | 1990 | 1999 | 2006 | 2011 | 2016 |
| ---- | ---- | ---- | ---- | ---- | ---- | ---- | ---- | ---- |
| 208  | 204  | 181  | 166  | 153  | 147  | 151  | 148  | 143  |

| 2021 | 2022 | - | - | - | - | - | - | - |
| ---- | ---- | - | - | - | - | - | - | - |
| 149  | 157  | - | - | - | - | - | - | - |

## Environnement
En raison de ses efforts pour la qualité de son environnement nocturne, la commune a été labellisée « Village 3 étoiles », en 2013. Le label est décerné par l'Association nationale pour la protection du ciel et de l'environnement nocturnes (ANPCEN) et compte 5 échelons. Un panneau, disposé aux entrées du village, indique cette distinction.

## Lieux, monuments et éléments remarquables
La commune possède un élément répertorié à l'inventaire du patrimoine mobilier : un calice de l'église  Classé MH (2006).
- L'église Saint-Léonard-et-Saint-Baudri n'est pas classée. C'est une longue église comme on en trouve en Bourgogne (à chevet surélevé par rapport à la nef), le plan en serait la classique croix latine à laquelle la branche sud du transept serait prolongée jusqu'à s'aligner avec le pignon du chevet plat.

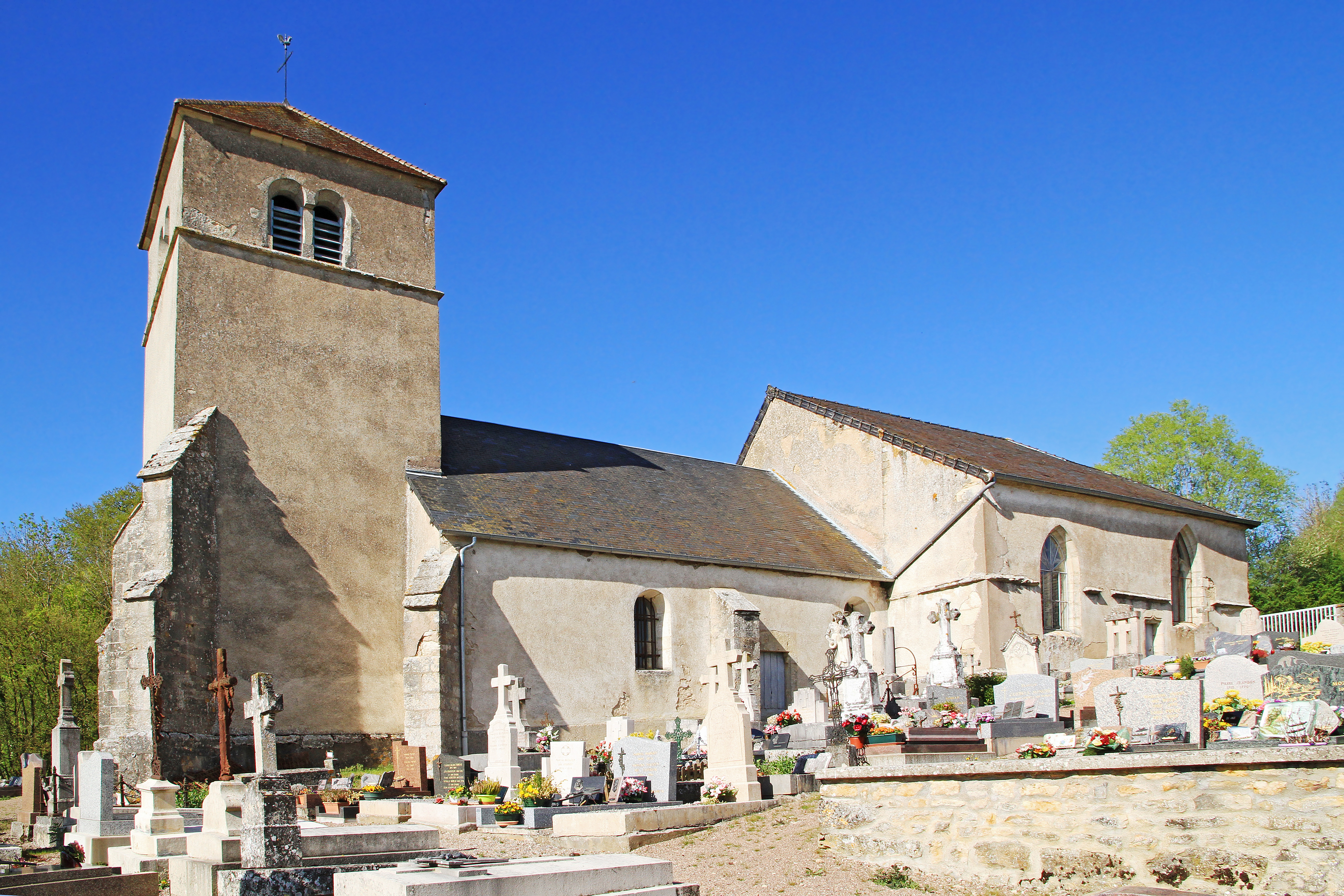
Église Saint-Léonard-Saint-Baudri de Fontangy...
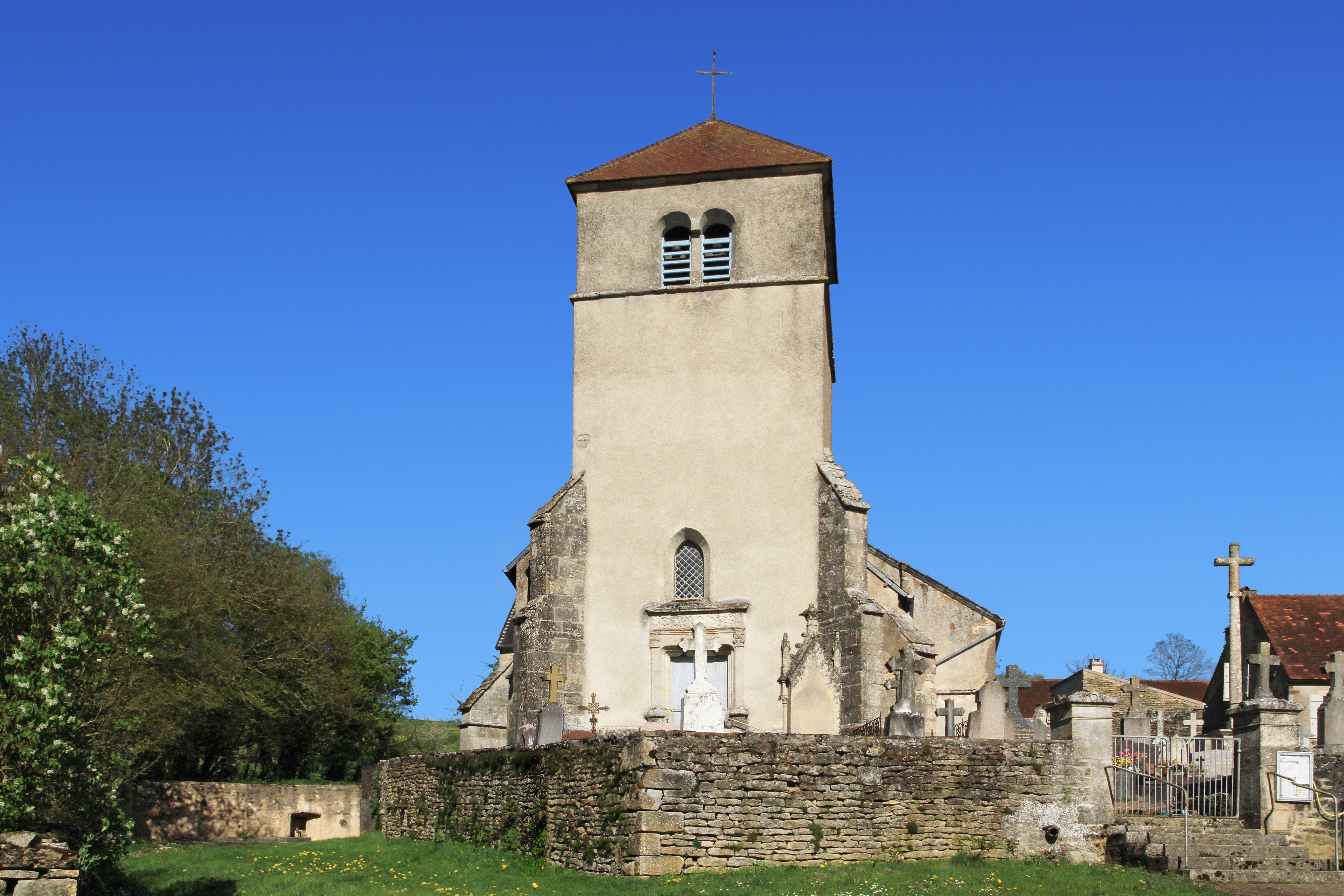
elle s'inscrit dans un enclos paroissial...
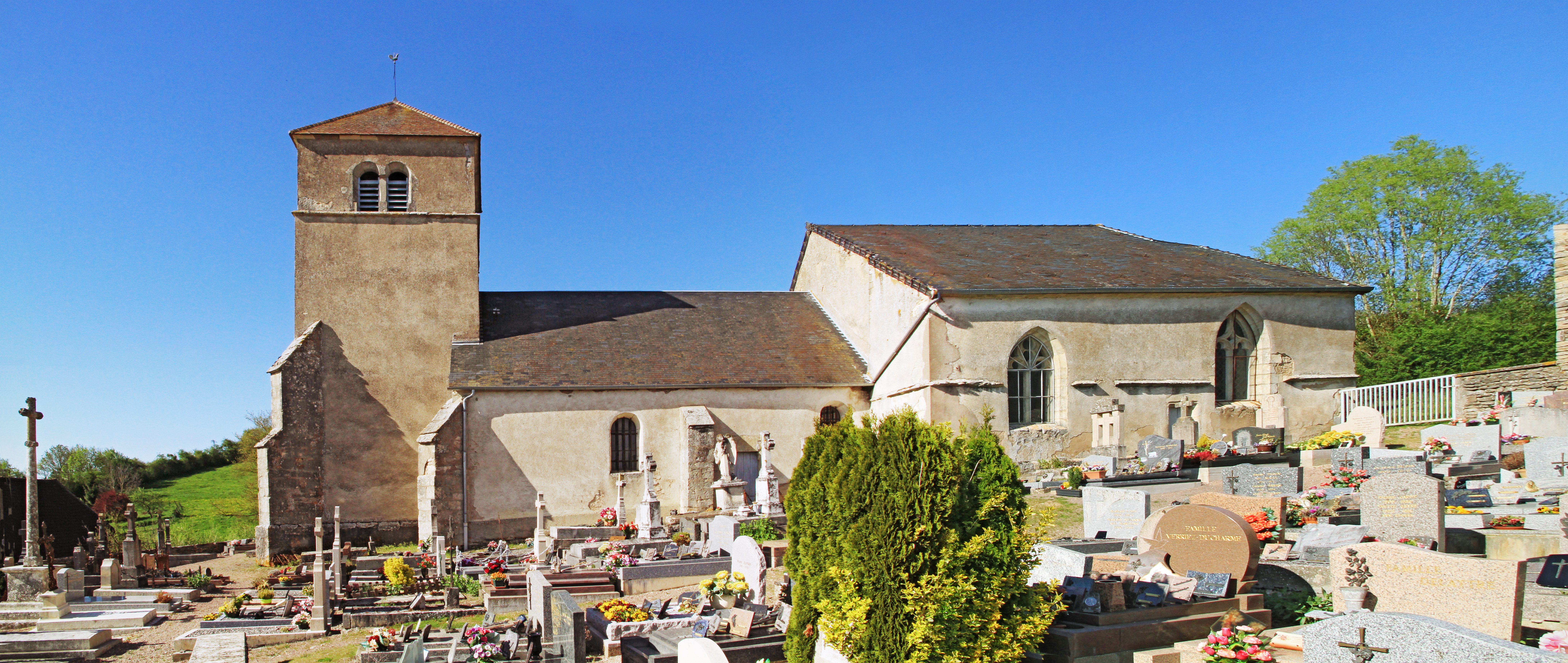
qui contient aussi le cimetière.

- Le Mont-Rond qui culmine à 476 m, offrant une vue sur le village.

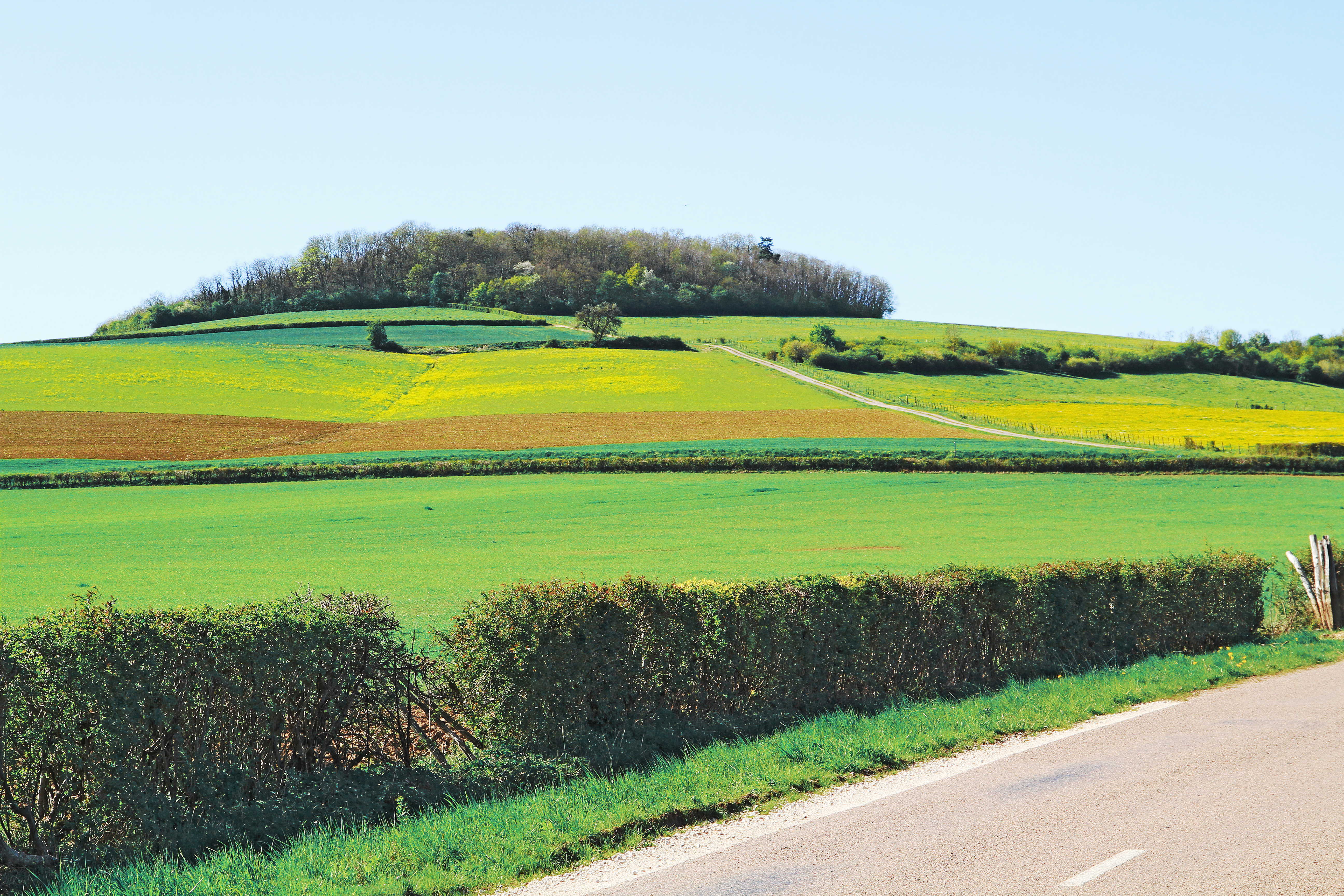
Le sommet du Mont, qui sert de limite de commune entre Fontangy et la Motte-Ternant.
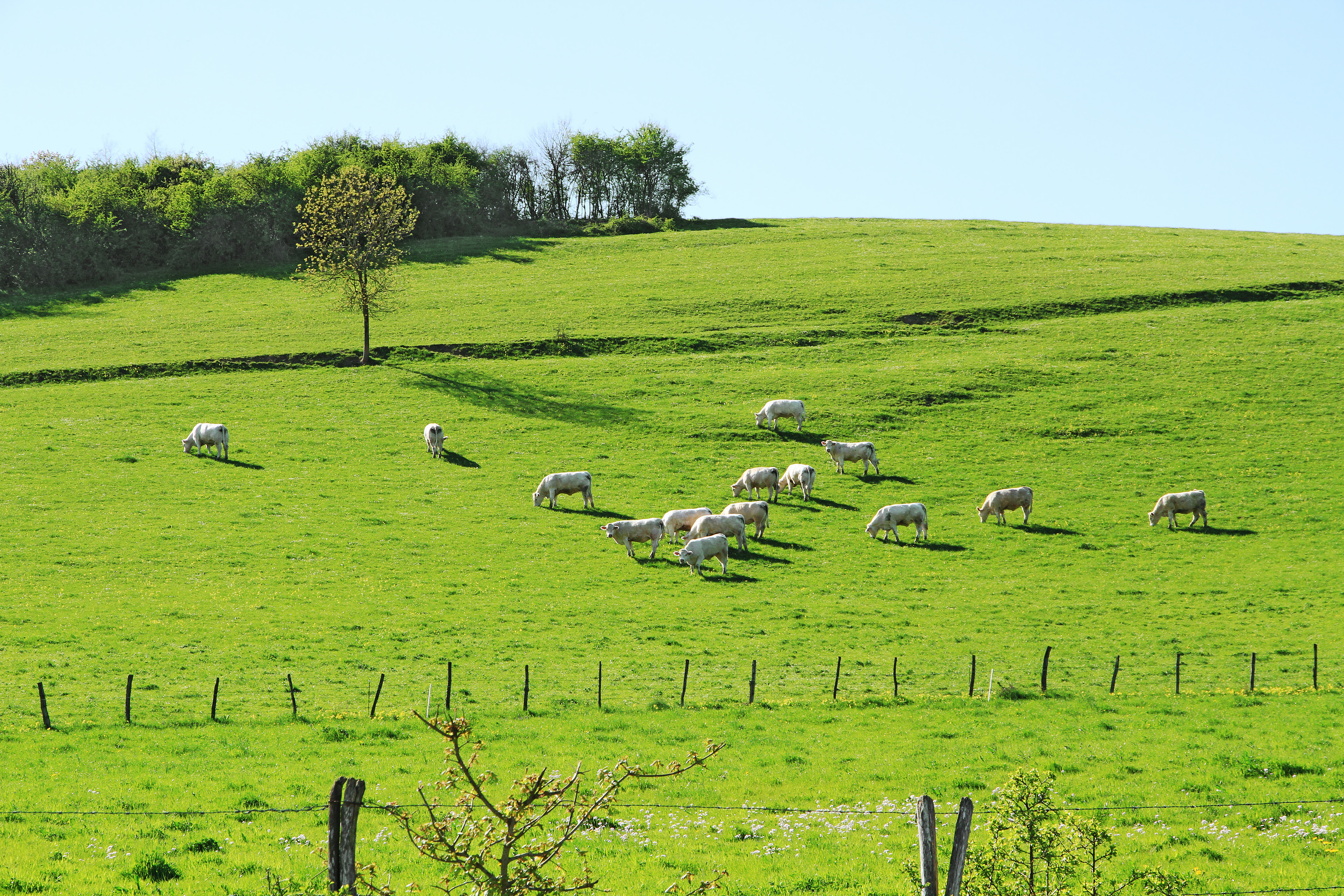
Vaches au pâturage sur une pente du Mont-Rond.